# General Logistics Systems

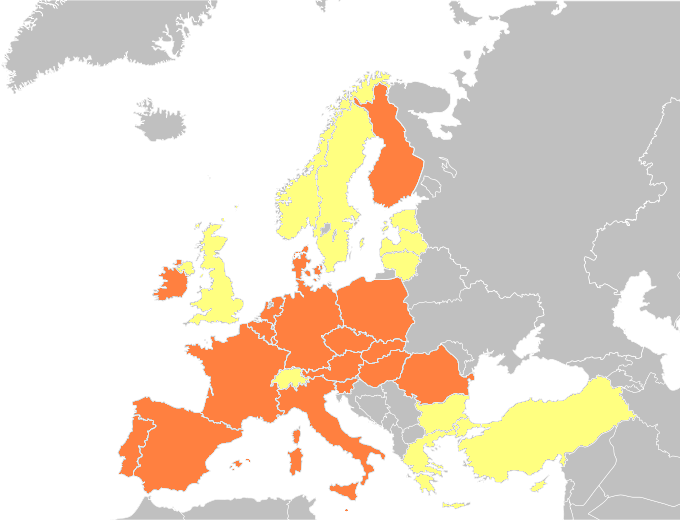
Mapa de los países donde opera GLS

General Logistics Systems B.V. (GLS) es una empresa alemana de logística y distribución, con sede en Ámsterdam. Fue fundada en 1999 y es una filial de Royal Mail, un operador de servicio postal de Reino Unido.
GLS opera en 42 países europeos, y es el 3.º operador y distribuidor de paquetería de Europa. GLS también proporciona servicios en todo el mundo (con la excepción de algunos países en guerra o de alto riesgo, como Libia, Siria, Corea del Norte o Cuba) a través de su red de sociedades.
En el año financiero 2014-15, GLS embarcó 436 millones de paquetes para aproximadamente 220 000 clientes, generando ingresos por un montante de 2100 millones de euros. GLS dispone de cerca de 19 000 vehículos repartidos en 39 flotas, abarcando un total de 42 países europeos.

## Historia

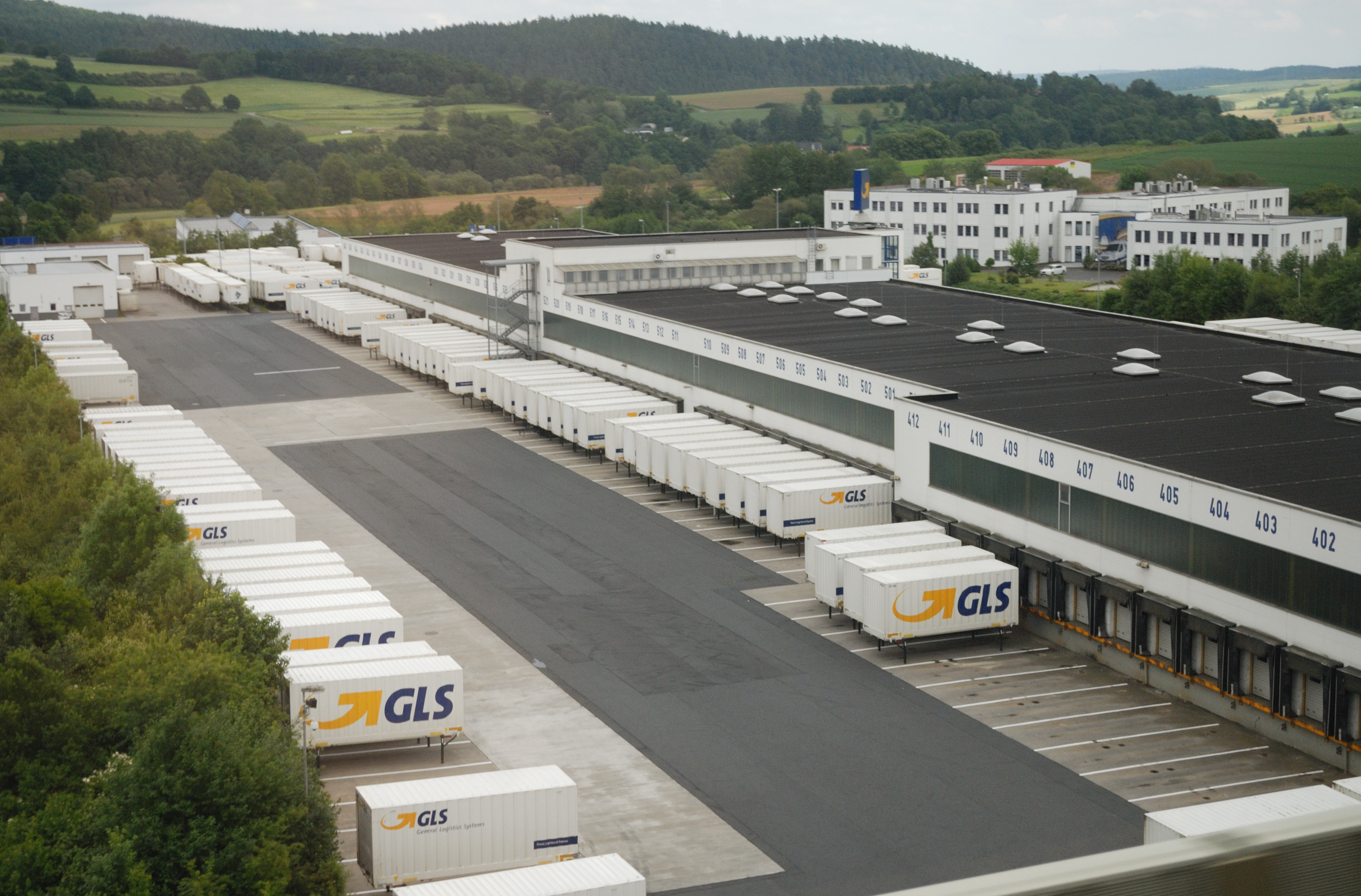
Flota de la compañía GLS en Alemania.

La empresa fue fundada en octubre de 1999, tras la adquisición de una empresa alemana que ya operaba en el mercado del transporte. A continuación se adquirieron una compañía húngara y otra irlandesa del sector de la distribución. Al año siguiente, las adquisiciones continuaron en muchas partes de Europa, como Dinamarca, Francia (Extand, 2000), Eslovenia e Italia, es decir, que se realizaron inversiones en empresas ya presentes en sus respectivos territorios.
En 2002 se lanzó en Europa la marca GLS y los años siguientes se han completado las adquisiciones de algunas empresas en las que inicialmente solo había una participación. En el año financiero 2011-12 la compañía alcanzó unos ingresos globales de 1810 millones de Euros, con unos 13 400 empleados.
En Italia, GLS que se introdujo en 2001 con la adquisición de una participación en el Direzione Gruppo Executive, una empresa fundada a su vez en 1993 con el objetivo de competir en el mercado de la distribución de mercancías, a la par que transportaba mensajería o correo urgente y daba servicios minoristas. La compañía tuvo un gran crecimiento gracias a que operaba con empresas franquiciadas. En los años siguientes, algunas de las empresas franquiciadas pasaron a ser absorbidas por la nueva compañía.
En el año fiscal 2011-12 la empresa italiana decía poseer 132 sedes, 10 centros de distribución y más de 3200 vehículos, mientras que la Confederación General Italiana de Transporte y Logística (CONFETRA) la clasificaba en el puesto 27 entre las compañías italianas, con un volumen de negocio de poco más de 190 millones de euros, 564 empleados y un beneficio antes de impuestos de 10,7 millones de euros.

## España
En 2016 GLS dio un salto en su negocio de mensajería en España. Con ese objetivo, adquirió su primera empresa de transporte en el país, ASM Transporte Urgente, por un monto de 71 millones de euros. Hasta el momento, GLS solo operaba en el mercado español en el sector de los envíos internacionales, con dos centros logísticos (Madrid y Barcelona). La absorción de ASM supone integrar sus 365 delegaciones repartidas por el territorio nacional y pasar a cubrir 1500 rutas diarias de distribución. Su facturación en 2015 se situó en 78 millones de euros. ASM era propiedad desde 2009 del grupo suizo Betlen, en manos, a su vez, del inversor húngaro Bence Horvath.
Según Royal Mail, esta operación le permitirá controlar un 10 % del mercado español de paquetería, donde operan otras compañías como Seur, DHL, MRW, TNT y la empresa estatal Correos.
En enero de 2018 compró la empresa Redyser, lo que la convierte en la segunda mayor red de distribución y transporte de España.